# Maxim Gordejew
Maxim Alexandrowitsch Gordejew (kirgisisch Максим Александрович Гордеев, englisch Maxim Gordeev; * 1. November 1995 in Karakol) ist ein kirgisischer Skirennläufer. Er startet hauptsächlich in den technischen Disziplinen Riesenslalom und Slalom.

## Karriere
Gordejew gab sein internationales Renndebüt am 9. Dezember 2014 bei einem FIS-Riesenslalom in Davos. Sein erstes internationales Großereignis bestritt er drei Monate später bei den Weltmeisterschaften in Vail bzw. Beaver Creek. Dort erreichte er im Riesenslalom den 105. Platz.
In den darauffolgenden Jahren startete er abgesehen von internationalen Großereignissen hauptsächlich bei FIS-Rennen.
2022 vertrat Gordejew als einziger Athlet Kirgisistan bei den Olympischen Winterspielen in Peking. Dort schied er jedoch im ersten Durchgang des Slaloms aus und blieb so ohne Ergebnis.
Sein bisher bestes Ergebnis bei einem internationalen Großereignis erreichte er 2019 bei der Winter-Universiade in Krasnojarsk mit Rang 35 im Slalom.

## Erfolge

### Olympische Winterspiele
- Peking 2022: DNF Slalom

### Weltmeisterschaften
- Vail/Beaver Creek 2015: 105. Riesenslalom
- St. Moritz 2017: DNQ Riesenslalom
- Åre 2019: 104. Riesenslalom, DNQ Slalom
- Courchevel/Méribel 2023: 58. Slalom, DNQ Riesenslalom

### Universiade
- Almaty 2017: DNF Riesenslalom, DNF Slalom
- Krasnojarsk 2019: 35. Slalom, DNF Riesenslalom

### Weitere Erfolge
- Kirgisischer Meister im Slalom (2021 & 2023)
- Kirgisischer Meister im Riesenslalom (2023)
- Kirgisischer Vizemeister im Slalom (2024)
- 3 Platzierungen unter den besten 5 bei FIS-Rennen